# Пеньківська сільська рада (Літинський район)
| Пеньківська сільська рада — колишній орган місцевого самоврядування у Літинському районі Вінницької області з адміністративним центром у с. Пеньківка. Сільській раді підпорядковані населені пункти: - с. Пеньківка - с. Бруслинівка - с. Підлісне - с. Супрунів |

## Склад ради
Рада складається з 18 депутатів та голови.

## Керівний склад сільської ради
| ПІБ                        | Основні відомості                                                 | Дата обрання | Дата звільнення |
| -------------------------- | ----------------------------------------------------------------- | ------------ | --------------- |
| Дозорець Сергій Васильович | Сільський голова, 1963 року народження, освіта, безпартійний      | 26.03.2006   | 31.10.2010      |
| Дозорець Сергій Васильович | Сільський голова, 1963 року народження, освіта вища, безпартійний | 31.10.2010   |                 |

Примітка: таблиця складена за даними джерела